# Stenopus earlei
Stenopus earlei är en kräftdjursart som beskrevs av Doris Alma Goy och J. E. Randall 1984. Stenopus earlei ingår i släktet Stenopus och familjen Stenopodidae. Inga underarter finns listade i Catalogue of Life.